# Jay Triano
Jay Triano (Tillsonburg, Ontario, Canadà, 21 de setembre de 1958) és un exjugador de bàsquet professional canadenc, i exentrenador principal dels Toronto Raptors de l'NBA.

## Carrera

### Com a jugador
Va estudiar a la Simon Fraser University, on formà part de l'equip de bàsquet. Així, l'any 1981 fou escollit en les últimes posicions del Draft per Los Angeles Lakers, encara que no arribà a debutar a l'NBA.

### Com a entrenador
El 3 de desembre de 2008 fou nomenat entrenador interí dels Raptors després de l'acomiadament, degut als mals resultats, de Sam Mitchell. A final de temporada, Triano va prolongar el seu contracte per tres anys més amb la franquícia de Toronto.